# Aziatische Winterspelen 2017
De Aziatische Winterspelen 2017 werden van 19 tot en met 26 februari 2017 gehouden in Sapporo (en deels in Obihiro voor snelheidsschaatsdisciplines), in Japan. Het waren de achtste Aziatische Spelen en het was de derde keer dat ze plaatsvonden in Sapporo.
De achtste Aziatische Winterspelen waren oorspronkelijk gepland voor 2015, maar tijdens de algemene vergadering van de Olympic Council of Asia (OCA) in Singapore op 3 juli 2009, besloot de commissie om de Spelen te verplaatsen naar het jaar voorafgaand aan de Olympische Winterspelen.
De plechtige opening in de Sapporo Dome werd verricht door kroonprins Naruhito. Mari Motohashi, een Japanse curlingspeelster, legde namens de atleten de eed af.

## Sporten
| - Alpineskiën - Biatlon - Curling - Freestyleskiën - IJshockey - Kunstrijden | - Langlaufen - Schaatsen - Schansspringen - Shorttrack - Snowboarden |

## Deelnemende landen
In totaal stuurden 32 Nationale Olympische Comités atleten naar de spelen. Daartoe behoorden twee NOC's uit Oceanië die deelnamen op uitnodiging van het Aziatisch Olympisch Comité, namelijk Australië en Nieuw-Zeeland. Indonesië, Sri Lanka, Oost-Timor, Turkmenistan en Vietnam namen voor de eerste keer deel aan de Aziatische Winterspelen. Vijftien landen die lid waren van het AOC stuurden geen deelnemers of konden zich niet classificeren.
Door politieke inmenging in het Olympisch Comité van Koeweit was dit NOC uitgesloten van deelname. De mannenhockeyploeg van Koeweit (23 deelnemers) mocht evenwel participeren als Onafhankelijke olympische atleten.
In onderstaand overzicht van deelnemende landen wordt tussen haakjes het aantal atleten per land vermeld.
| - China (156) - Chinees Taipei (41) - Filipijnen (29) - Hongkong (50) - India (27) - Indonesië (34) - Iran (10) - Japan (146) - Jordanië (2) - Kazachstan (116) - Kirgizië (33) - Libanon (8) | - Macau (23) - Maleisië (36) - Mongolië (46) - Nepal (3) - Noord-Korea (7) - Oezbekistan (1) - Onafh. olympische atleten (23) - Oost-Timor (1) - Pakistan (12) - Qatar (32) - Singapore (22) - Sri Lanka (5) | - Tadzjikistan (4) - Thailand (51) - Turkmenistan (25) - Verenigde Arabische Emiraten (24) - Vietnam (6) - Zuid-Korea (141) geïnviteerd - Australië (30) - Nieuw-Zeeland (3) |

Aziatische landen met een NOC die niet deelnamen waren:
| - Afghanistan - Bahrein - Bangladesh - Bhutan - Brunei | - Cambodja - Irak - Jemen - Laos - Malediven | - Myanmar - Oman - Palestina - Saoedi-Arabië - Syrië |

## Medaillespiegel
Er werden 192 medailles uitgereikt. In het klassement wordt eerst gekeken naar het aantal gouden medailles, vervolgens naar het aantal zilveren medailles en tot slot naar het aantal bronzen medailles. Gastland Japan was de winnaar met 74 medailles.
| Medaillespiegel | Medaillespiegel | Medaillespiegel | Medaillespiegel | Medaillespiegel | Medaillespiegel |
| --------------- | --------------- | --------------- | --------------- | --------------- | --------------- |
| Rang            | Land            | Goud            | Zilver          | Brons           | Totaal          |
| 1               | Japan           | 27              | 21              | 26              | 74              |
| 2               | Zuid-Korea      | 16              | 18              | 16              | 50              |
| 3               | China           | 12              | 14              | 9               | 35              |
| 4               | Kazachstan      | 9               | 11              | 12              | 32              |
| 5               | Noord-Korea     | 0               | 0               | 1               | 1               |
| Totaal:         | Totaal:         | 64              | 64              | 64              | 192             |

Alpineskiën · 
Biatlon · 
Curling · 
Freestyleskiën · 
IJshockey · 
Kunstrijden · 
Langlaufen · 
Schaatsen · 
Schansspringen · 
Shorttrack · 
Snowboarden
1986 · 
1990 · 
1996 · 
1999 · 
2003 · 
2007 · 
2011 · 
2017 · 
2025 · 
2029